# Томас Естл
Томас Естл (англ. Thomas Astle, 22 грудня 1735, Йоксолл, Ньювуд-Форест, Стаффордшир — 1 грудня 1803) — британський антиквар, палеограф, опікун Британської бібліотеки, член Лондонського королівського товариства.

## Біографія
Народився в родині Деніела Естла, лісника. За контрактом навчався юриспруденції, але не працював за цією професією. Вирушив до Лондона, де працював над створенням каталогу колекції манускриптів Гарлі, опублікованого в 2 томах 1759 року.
Обраний дійсним членом Товариства антикварів в 1763 році, і приблизно в той же час Джордж Гренвіль найняв Естла для роботи із текстами та розв'язування питань, які вимагали знання стародавнього письма, а також призначив поряд із Джозефом та Айлоффом та Ендрю Дюкерелем членом Комісії спостерігачів за веденням суспільних записів у Вестмінстері. 1765 року Естл призначений генеральним приймачем пенсів за фунт, а 18 грудня того ж року він одружився з Анною Марією — єдиною дочкою й спадкоємицею Філіпа Моранта, історика Ессекса. Із дружиною мав дев'ять дітей.
1766 року став членом Лондонського королівського товариства. Того ж року проведені консультації з комітетом Палати лордів з питання друку стародавніх записів парламенту. Томас Естл запропонував прийняти на цю роботу свого тестя. Після смерті 1775 року Генрі Рука, головного клерка Палати записів в Тауері, Естл обійняв його посаду, а по смерті сера Джона Шеллі 1783 року став зберігачем записів.
Після смерті в 1770 році Філіпа Моранта через дружину Томас Естл отримав у спадок бібліотеку тестя, яка містила багато рідкісних книжок і манускриптів. До кінця життя Естл і сам зібрав найбільшу в країні приватну колекцію рукописів. Помер Естл у своєму будинку в Баттерсі-Райз, неподалік від Лондона, від водянки.